# VIP (canção)
"VIP" (estilizado como "VIP *-*") é uma canção da cantora brasileira Luísa Sonza com o cantor norte-americano 6lack, gravada para o segundo álbum de estúdio de Sonza, Doce 22 (2021). Foi composta pela própria em conjunto com 6lack, Carol Biazin, Jenni Mosello, King, Arthur Marques e DJ Thai, sendo produzida pelos dois últimos. A faixa foi lançada em 18 de julho  de 2021, através da gravadora Universal Music, servindo como o segundo single do disco junto com a faixa "Melhor Sozinha :-)-:".

## Videoclipe
A cantora lançou o videoclipe da canção com exclusividade no programa Fantástico e também fez a primeira performance das duas músicas no programa. Horas depois, os videoclipes de ambas as faixas foram disponibilizados no canal oficial da cantora no YouTube. A cantora assina o roteiro e direção criativa de dois clipes, que também foram dirigidos pela artista ao lado de João Monteiro. "Depois de alguns trabalhos que fizemos juntos no passado, Luísa me procurou novamente, desta vez para assinar a direção de dois clipes, 'VIP *-*' e 'Melhor Sozinha :-)-:', que serão lançados juntos. Ambos vêm carregados de referências dos anos 2000, tanto estética como cinematográfica", disse João. Os custos para a produção do videoclipe chegaram a quase R$ 1 milhão.
Em "VIP *-*", Luísa reforça o empoderamento feminino e o lado empreendedor das mulheres. "Propomos todo este roteiro onde ela emula esta empresária, empoderada e dona de si e da própria empresa, e trazendo também um pouco de humor, característica dos anos 2000 e do cinema desta época. E além, é claro, do fator pop, que para nós é muito importante, com cenas e coreografias empolgantes e divertidas", continuou Monteiro.

## Apresentações ao vivo
Sonza cantou a música pela primeira vez em 11 de agosto de 2021 no Encontro com Fátima Bernardes. Em 22 de agosto, Sonza performou a música na décima oitava temporada do Dança dos Famosos.

## Faixas e formatos
| Download digital |                       |         |  |
| N.º              | Título                | Duração |  |
| 1.               | "VIP *-*" (com 6lack) | 2:56    |  |

## Desempenho nas tabelas musicais
| Tabela musical (2021) | Melhor posição |
| --------------------- | -------------- |
| Portugal (AFP)        | 115            |

| País — Tabela musical (2021)                | Melhor posição |
| ------------------------------------------- | -------------- |
| Brasil Top 50 Streaming (Pro-Música Brasil) | 49             |

## Histórico de lançamento
| Região | Data                | Formato(s)                 | Gravadora(s) | Ref.         |
| ------ | ------------------- | -------------------------- | ------------ | ------------ |
| Várias | 18 de julho de 2021 | Download digital streaming | Universal    | [ 2 ] [ 13 ] |